# 8914 Nickjames
8914 Nickjames (1995 YP2) là một tiểu hành tinh vành đai chính được phát hiện ngày 25 tháng 12 năm 1995 bởi B. G. W. Manning ở Stakenbridge.